# Дружинська Вас
Дружинська Вас (словен. Družinska vas) — поселення в общині Шмарєшкі Топлиці, регіон Південно-Східна Словенія, Словенія.